# Leuciscus oxyrrhis
 Leuciscus oxyrrhis és una espècie de peix d'aigua dolça de la família dels ciprínids i de l'ordre dels cipriniformes, registrada als trams superior dels rius Olt, Tarn, Avairon i Dordonya, tots de la conca del Garona. No es considera una espècie amenaçada, tot i que la construcció de preses en redueix l'hàbitat.
Estudis recents de taxonomia molecular han posat en dubte si Leuciscus bearnensis (de la conca del proper riu Ador) i Leuciscus oxyrrhis són realment espècies diferents.
Fa fins a 40 cm de llargada.